# Johnson Bwalya
Johnson Bwalya (ur. 3 grudnia 1967 w Mufulirze) – zambijski piłkarz występujący na pozycji pomocnika.

## Kariera klubowa
Bwalya karierę rozpoczynał w 1985 roku w Butondo Western Tigers. Następnie grał w Mufulirze Wanderers, a w 1987 roku przeszedł do szwajcarskiego FC Fribourg, grającego w trzeciej lidze. Spędził tam sezon 1987/1988. W 1988 roku został graczem pierwszoligowego FC Sion, gdzie występował w sezonie 1988/1989. Następnie wrócił do Fribourga, występującego już w drugiej lidze. Tym razem jego zawodnikiem był przez trzy sezony.
W 1992 roku Bwalya odszedł do pierwszoligowego FC Bulle. W sezonie 1992/1993 spadł z nim do drugiej ligi. W Bulle spędził jeszcze następny sezon. Następnie grał w także drugoligowym SC Kriens, a w 1995 roku przeszedł do pierwszoligowego FC Luzern. Po jednym sezonie odszedł do drugoligowego SR Delémont, gdzie w 1998 roku zakończył karierę.

## Kariera reprezentacyjna
W reprezentacji Zambii Bwalya zadebiutował w 1987 roku. W 1988 roku wziął udział w letnich igrzyskach olimpijskich, zakończonych przez Zambię na ćwierćfinale.
W 1994 roku znalazł się w drużynie na Puchar Narodów Afryki. Zagrał na nim w spotkaniach ze Sierra Leone (0:0), Wybrzeżem Kości Słoniowej (1:0), Senegalem (1:0) i Nigerią (1:2), a Zambia zajęła 2. miejsce w turnieju.
W 1996 roku Bwalya ponownie został powołany do kadry na Puchar Narodów Afryki. Wystąpił na nim w meczach z Algierią (0:0), Burkina Faso (5:1, gol), Sierra Leone (4:0), Egiptem (3:1), Tunezją (2:4) i Ghaną (1:0, gol), a Zambia zakończyła turniej na 3. miejscu.